# Peter Moore (Chemiker)
Peter Bartlett Moore (* 15. Oktober 1939 in Boston) ist ein US-amerikanischer Chemiker und Sterling Professor an der Yale University in New Haven, Connecticut.

## Leben
Moore erwarb 1961 einen Bachelor an der Yale University in New Haven, Connecticut und promovierte 1966 bei James Watson an der Harvard University in Cambridge, Massachusetts. Als Postdoktorand arbeitete er am Institut de Biologie Moleculaire der Universität Genf. Von 1967 bis 1969 arbeitete er im Laboratory of Molecular Biology am Medical Research Council in Cambridge.
1969 erhielt Moore eine Juniorprofessur (Assistant Professor) an der Yale University. Ein Guggenheim-Stipendium führte ihn 1979/1980 an die University of Oxford. 1979 wurde Moore ordentlicher Professor in Yale, er führte von 1987 bis 1990 die Abteilung für Chemie. 2002 wurde er zum Sterling Professor ernannt; die Sterling Professur ist die höchste akademische Auszeichnung der Yale University.

## Wirken
Moore leistete grundlegende Arbeiten zur Erforschung der RNA. So konnte er zeigen, dass die Bildung von Peptidbindungen innerhalb der Ribosomen durch ribosomale RNA katalysiert wird. Andere Interaktionen zwischen der RNA und weiteren zellulären Bestandteilen sind Gegenstand seiner fortgesetzten (Stand 2010) Studien. Insbesondere mittels Kristallographie und Kernspinresonanzspektroskopie untersucht Moore Beziehungen zwischen Struktur und Funktion der RNA.
Unter anderem für die gemeinsam mit Moore erbrachten wissenschaftlichen Leistungen wurde Thomas A. Steitz 2009 mit dem Nobelpreis für Chemie ausgezeichnet.

## Auszeichnungen (Auswahl)
- 1986 NIH Merit Award
- 1997 Mitgliedschaft in der United States National Academy of Sciences[4]
- 2001 Rosenstiel Award[5]
- 2003 Mitgliedschaft in der American Academy of Arts and Sciences
- 2025 Ehrendoktor der Yale University[6]